# H (2002년 영화)
"H"는 2002년에 개봉한 대한민국의 영화이다.

## 줄거리
22세의 연쇄살인범 신현은 임산부들을 표적으로 삼아 끔찍한 살인을 여러 건 저지른 후 자수한다. 10개월 후 모방범이 활동하기 시작하고, 강 형사와 김 형사가 이 사건을 맡게 된다.
그들은 첫 두 희생자의 단서를 따라 범인을 추적한다. 범인이 태아를 제거한 임산부 여학생과 버스에서 뒤에서 목 졸려 살해당한 미혼모였다. 그들은 신에게서 정보를 얻으려 했지만 실패했다. 그들은 범인의 집을 잠복하지만, 범인이 집에 오자 경찰을 알아채고 달아난다. 강은 그를 따라 나이트클럽으로 들어가고, 거기서 범인은 신의 세 번째 희생자처럼 레즈비언의 귀를 자르고 목을 긋는다. 강은 그의 가슴에 두 발을 발사하여 그를 혼수상태에 빠뜨린다. 그럼에도 불구하고 살인은 계속된다. 경찰은 다음 용의자를 붙잡지만 살인은 계속 발생한다.
결국, 신의 어머니가 그를 낙태시키려 했지만 그가 살아남았다는 것이 밝혀진다. 심리학자 추 박사는 다른 두 살인범에게 최면 후 암시를 사용하여 모방 살인을 저지르게 했다. 강은 추를 죽이고(신이 낙태 의사를 살해한 것을 모방), 그에게 우편으로 온 CD에 의해 강이 촉발된다. 강은 창녀였던 자신의 어머니를 죽인다.
영화 진행 중, 신은 사형당하고 그의 마지막 말은 "내가 어머니를 죽였다"였다. 이는 그가 자백할 때 경찰서에 가방에 담아 가져온 여섯 번째이자 마지막 신원 미상 희생자를 설명한다. 강은 자살하려던 참에 김이 나타나 그를 대신 죽인다.
엔딩 크레딧 직전, "H"라는 글자가 나타나 "hypnosis"라는 단어로 확장되고 그 정의가 나온다.

## 캐스팅
- 지진희 : 강태현 형사 역
- 염정아 : 김미연 형사 역
- 조승우 : 신현 역
- 성지루 : 박 형사 역
- 박용수 : 장 국장 역
- 권혁풍 : 이 반장 역
- 김선경 : 추경숙 박사 역
- 김부선 : 강태현 형사 어머니 역
- 민웅기 : 최영진 역
- 박길수 : 배용만 역
- 이윤건 : 검시관 역
- 허기호 : 교도소 주임 역
- 김뢰하 : 중년남 역
- 박흥식 : 이 박사 역
- 정성일 : 탈취차량 남 역
- 김건 : 노랑머리 역
- 김승태 : 포장마차 취객 1 역
- 김용운 : 마약반 형사 1 역
- 이얼 : 한 형사 역 (우정출연)
- 김인권 : 허영택 역 (우정출연)